# Zondag (André Hazes)
Zondag is een single van de Nederlandse zanger André Hazes uit 1983. Het stond in hetzelfde jaar als negende track op het album Voor jou, waar het de eerste single van was.

## Achtergrond
Zondag is geschreven door Han Grevelt, André Hazes en Carel Alberts en geproduceerd door Tim Griek. Het is een levenspoplied waarin de liedverteller zingt over zondag. Deze dag is voor hem bijzonder, aangezien dit de enige dag is dat hij zijn kinderen kan zien. In het lied doet hij zijn beklag dat de dag te kort duurt. Hazes schreef het nummer speciaal voor Johan Cruijff. De B-kant van het de single is Een lach van jou, dat op hetzelfde album te vinden is.

## Hitnoteringen
Het lied was enkel in Nederland in de hitlijsten te vinden. In de zes weken dat het in de Top 40 stond, piekte het op de elfde plaats. In de Nationale Hitparade reikte het tot de twaalfde plek en stond het in totaal zeven weken in de lijst.